# PostTrak
PostTrak é um serviço sediado nos Estados Unidos que pesquisa o público de estúdios cinematográficos.

## História
O serviço realiza pesquisas nos 20 principais mercados dos Estados Unidos e Canadá com o uso de cartões de eleitor e quiosques eletrônicos. Um relatório do PostTrak para um filme agrega a composição demográfica, as opiniões sobre o filme, a impressão do marketing do filme, quando os ingressos foram comprados e os planos de comprar ou alugar o filme na mídia doméstica. O serviço foi projetado por Kevin Goetz, fundador e CEO da Screen Engine.
O serviço foi lançado em 2013 pela Screen Engine e Rentrak; o último fornece dados de bilheteria aos estúdios. O PostTrak se concentra em lançamentos amplos e pesquisa audiências em 20 mercados nos Estados Unidos e Canadá, onde os serviços anteriores se concentravam em três ou quatro mercados. A maioria dos seis principais estúdios assinou o serviço, bem como vários distribuidores.
The Hollywood Reporter escreveu em 2013 que a empresa de pesquisas CinemaScore monopolizou a indústria cinematográfica por três décadas, mas recebeu críticas por "confiar em técnicas de pesquisa desatualizadas e uma amostra muito limitada" e seria contestada pela PostTrak. Enquanto o CinemaScore faz pesquisas em uma escala de A + a F, o PostTrak atribui uma porcentagem de pontuação positiva em uma escala de 1 a 100, entre outras reações, como a probabilidade de um membro da audiência recomendar o filme a um amigo.

## Aquisições
Com a aquisição da Rentrak em 2016 pela comScore,  o serviço é propriedade da comScore e Screen Engine.